# Alexander Rudnay
Alexander Rudnay (húngaro: Rudnay Sándor) (Považany, 4 de outubro de 1760 – Esztergom, 13 de setembro de 1831) foi um cardeal e arcebispo húngaro de Esztergom de etnia eslovaca.

## Biografia
Ele nasceu em Szentkereszt, eslovaco: Kríž nad Váhom, hoje Považany, então no Reino da Hungria e hoje na Eslováquia, em 4 de outubro de 1760, filho de um juiz pertencente à pequena nobreza.
Estudou no ginásio de Nitra, depois em Pressburg, hoje Bratislava, depois filosofia em Trnava, teologia em Buda e no seminário geral de Pressburg.
Ele foi ordenado sacerdote em 12 de outubro de 1783 em Trnava e se formou em teologia no início de abril de 1784. Em janeiro de 1785, ele entrou na vila de Častá como capelão.
Mais tarde esteve em Hronský Beňadik, em Trnava e em Krušovce. Em 1805 tornou-se cônego de Strigonio.
Em 1806 foi nomeado reitor do seminário de Trnava e professor de teologia, em 1808 bispo titular, vigário geral da arquidiocese de Esztergom.
Em 8 de março de 1816 foi eleito bispo de Alba Iulia e em 21 de abril do mesmo ano foi consagrado bispo em Viena pelo arcebispo daquela cidade, Sigismund Anton von Hohenwart.
Em 17 de dezembro de 1819, ele recebeu a bula papal nomeando-o Arcebispo de Esztergom e Primaz da Hungria. A pedido do imperador (1820), ele se mudou com todo o capítulo de Trnava para Esztergom. Ele era membro do Conselho dos Nobres, secretário da chancelaria real e membro do Conselho Secreto. Ele estava na corte de Viena e promoveu o desenvolvimento da cultura eslovaca. Em 1820, o poeta Ján Hollý prestou-lhe homenagem com um poema laudatório.
Ele foi um intelectual iluminista, membro e patrono da Sociedade Eslovaca de Eruditos, fundada por Anton Bernolák, apoiou os círculos próximos a Bernolák e os círculos eslovacos.
Ele foi um dos poucos altos prelados de origem nobre que não renunciou à nacionalidade eslovaca. No entanto, em 1822 ele iniciou, com despesas consideráveis, a construção da Catedral de Strigonio, que foi destruída em 1543 durante a invasão turca.
O Papa Leão XII o elevou à categoria de cardeal in pectore no consistório de 2 de outubro de 1826, publicado no consistório de 15 de dezembro de 1828. Nessa ocasião, Alexander Rudnay Divékújfalusi disse: "Sou eslovaco e mesmo que estivesse no trono de Pedro, continuaria eslovaco" (Slavus sum et si in cathedra Petri forem, slavus ero).
Ele nunca recebeu um título de cardeal e não participou de nenhum conclave.
Ele morreu em 13 de setembro de 1831, aos 70 anos, e foi enterrado na catedral de Esztergom.

## Literatura
- Miklós Lackó: Rudnay, Alexander. In: Biographisches Lexikon zur Geschichte Südosteuropas. Bd. 4. München 1981, S. 60 f.
- I. Chalupecký: Rudnay von Rudna und Divékujfalu Alexander. In: Österreichisches Biographisches Lexikon 1815–1950 (ÖBL). Volume 9, Academia Austríaca de Ciências, Viena 1988, ISBN 3-7001-1483-4, S. 314 f. (Links diretos para S. 314, S. 315).
- Rupert Klieber: Die Bischöfe der Donaumonarchie 1804 bis 1918. Ein amtsbiographisches Lexikon, Band 1: Die röm.-kath. Kirchenprovinzen Gran, Kalocsa, Erlau im Königreich Ungarn, Duncker & Humblot, Berlin 2020, ISBN 978-3-428-15648-1 (Print), ISBN 978-3-428-55648-9 (E-Book)